# Curtis McDowald
Curtis McDowald, né le 23 janvier 1996 à Jamaica (New York), est un épéiste américain.

## Carrière
Curtis McDowald est médaillé d'or par équipes et médaillé de bronze en individuel aux Championnats panaméricains d'escrime 2018 à La Havane.
Il obtient la médaille d'argent par équipes aux Championnats panaméricains d'escrime 2019 à Toronto.